# Государства — члены Содружества наций
Содружество наций — добровольное межгосударственное объединение 56 суверенных государств, в которое входят Великобритания и почти все её бывшие доминионы, колонии и протектораты.

## Действующие члены
Информация в таблице основана на данных с официального сайта, большинство данных о населении основаны на оценках 2007 года, если не указано другое.
| Страна                      | Дата вступления                               | Континент        | Население     | Примечания[A] |
| --------------------------- | --------------------------------------------- | ---------------- | ------------- | --- |
| Австралия[F]                | 11 декабря 1931                               | Океания          | 22 073 000    | 1 января 1901 года была основана федерация колоний — Австралийский Союз. В 1907 году Союз получил статус доминиона Британской империи. Один из первых доминионов, утверждённых Вестминстерским статутом 1931 года, однако Австралия приняла его только в 1942 году (дата принятия была официально обозначена 1939 годом) В 1986 году, посредством принятия Акта Австралии, были окончательно разорваны связи между Австралией и Великобританией. |
| Антигуа и Барбуда[F]        | 1 ноября 1981                                 | Северная Америка | 88 000        | |
| Багамские Острова [F]       | 10 июля 1973                                  | Северная Америка | 342 000       | |
| Бангладеш[B]                | 18 апреля 1972                                | Азия             | 162 221 000   | В 1971 году объявил независимость от Пакистана. |
| Барбадос                    | 30 ноября 1966                                | Северная Америка | 279 000       | |
| Белиз[F]                    | 21 сентября 1981                              | Северная Америка | 322 130       | |
| Ботсвана                    | 30 сентября 1966                              | Африка           | 1 950 000     | |
| Бруней                      | 1 января 1984                                 | Азия             | 400 000       | |
| Вануату[B]                  | 30 июля 1980                                  | Океания          | 241 000       | Было кондоминиумом Франции и Великобритании. Получило независимость 30 июля 1980 года. |
| Великобритания[F]           | 11 декабря 1931                               | Европа           | 61 609 500    | Парламент Великобритании постановил Вестминстерский статут в 1931 году. |
| Габон                       | 25 июня 2022                                  | Африка           | 2 233 272     | Получил независимость от Франции 17 августа 1960 года. Третий (после Мозамбика и Руанды) член Содружества без каких-либо прежних колониальных или конституционных связей с Великобританией |
| Гайана                      | 26 мая 1966                                   | Южная Америка    | 761 000       | |
| Гамбия                      | 18 февраля 1965                               | Африка           | 1 878 999     | Покинула Содружество 3 октября 2013 года, а 8 февраля 2018 года вновь вступила. |
| Гана                        | 6 марта 1957                                  | Африка           | 23 837 000    | |
| Гренада[F]                  | 7 февраля 1974                                | Северная Америка | 103 000       | |
| Доминика                    | 3 ноября 1978                                 | Северная Америка | [C]79 000     | |
| Замбия                      | 24 октября 1964                               | Африка           | 12 935 000    | |
| Индия                       | 15 августа 1947                               | Азия             | 1 210 193 422 | Включая бывшую Французскую Индию (Чандернагор со 2 мая 1950 года, Пондишери, Карикал, Янаон и Махи с 1 ноября 1954 года), бывшую Португальскую Индию (Гоа, Даман и Диу с 19 декабря 1961 года, Дадра и Нагархавели окончательно с 1961 года) и Сикким (с 16 мая 1975 года). |
| Камерун                     | 13 ноября 1995                                | Африка           | 19 522 000    | Во время Первой мировой войны к февралю 1916 года территория Камеруна была оккупирована Великобританией и Францией. Лига Наций в июле 1922 года объявила Камерун мандатной территорией Лиги Нации и предоставила мандаты на её управление Франции (большая часть — Восточный Камерун) и Великобритании (Западный Камерун). Получил независимость 1 января 1960 года.                                                                             |
| Канада[F]                   | 11 декабря 1931                               | Северная Америка | 34 053 000    | 1 июля 1867 года Канада фактически получила независимость и приняла название Доминион Канада. Один из первых доминионов, утверждённых Вестминстерским статутом 1931 года. В 1949 доминион Ньюфаундленд, ранее независимый, вступает в Канаду. В 1982 году, посредством принятия Акта Канады, были окончательно разорваны связи между Канадой и Великобританией.                                                                                  |
| Кипр                        | 13 марта 1961                                 | Европа           | 803 200       | 18 августа 1960 года Кипр стал независимой республикой. |
| Кения                       | 12 декабря 1963                               | Африка           | 39 856 000    | |
| Кирибати                    | 12 июля 1979                                  | Океания          | [D]99 000     | |
| Лесото                      | 4 октября 1966                                | Африка           | 2,000,000     | |
| Маврикий                    | 12 марта 1968                                 | Африка           | 1 285 000     | |
| Малави                      | 6 июля 1964                                   | Африка           | 15 884 000    | |
| Малайзия                    | 31 августа 1957                               | Азия             | 28 356 000    | Образована как Малайская Федерация в 1957 году, преобразованная в Федерацию Малайзии 16 сентября 1963 года с включением Сингапура (ставшего самостоятельным государством 9 августа 1965 года), Сабаха и Саравака. |
| Мальдивы                    | 9 июля 1982                                   | Азия             | 329 000       | Получили независимость от Великобритании 26 июля 1965 года. Специальный член с 9 июля 1982 года по 20 июля 1985 года. Временно были исключены из состава содружества с 13 октября 2016 по 1 февраля 2020 года. |
| Мальта                      | 21 сентября 1964                              | Европа           | 412 668       | |
| Мозамбик                    | 13 ноября 1995                                | Африка           | 22 892 000    | Получил независимость от Португалии 26 июня 1975 года. Стал первой страной, вошедшей в Содружество, не имея до этого колониальных и конституционных связей с Великобританией. Однако британские войска находились в стране во время Второй мировой войны. |
| Намибия                     | 21 марта 1990                                 | Африка           | 2 131 000     | Получила независимость от Южной Африки. 28 февраля 1994 года ЮАР передала Пенгвиньи острова и Уолфиш-Бей Намибии. |
| Науру[B]                    | 1 ноября 1968                                 | Океания          | 14 000        | 31 января 1968 года получило независимость, до этого находясь под совместным управлением Австралии, Новой Зеландии и Великобритании. Специальный член с 1 ноября 1968 года по 1 мая 1999 года, после чего стало полноправным членом. В январе 2006 года снова стало специальным членом. В июне 2011 года Науру стало полноправным членом опять.                                                                                                  |
| Нигерия                     | 1 октября 1960                                | Африка           | 154 796 000   | Включая бывшую британскую подмандатную (позже — подопечную) территорию Северный Камерун с 31 мая 1961 года. Членство страны в Содружестве было приостановлено в 1995 году, восстановлено в 1999 году. |
| Новая Зеландия[F]           | 11 декабря 1931                               | Океания          | 4 317 972     | 26 сентября 1907 года получила статус доминиона. Один из первых доминионов, утверждённых Вестминстерским статутом 1931 года, хотя статут не был принят Новой Зеландией до 1947 года. В 1986 году после принятия Конституционного Указа связи между Новой Зеландией и Британским парламентом были окончательно разорваны. |
| Пакистан                    | 15 августа 1947[E]                            | Азия             | 168 052 000   | Включая город Гвадар, переданный из состава Султаната Маскат и Оман 8 сентября 1958 года, но с 1971 года исключая Бангладеш (входивший до этого в состав Пакистана как Восточный Пакистан). Пакистан вышел из состава Содружества в 1972 году, но вернулся в 1989 году; членство в организации было приостановлено в 1999 году, восстановлено в 2004 году; вновь приостановлено в 2007 году, но опять восстановлено в 2008 году.                 |
| Папуа Новая Гвинея[F]       | 16 сентября 1975                              | Океания          | 6 737 000     | Получила независимость от Австралии. |
| Руанда[B]                   | 29 ноября 2009                                | Африка           | 9 998 000     | Получила независимость от Бельгии 1 июля 1962 года. Стала второй страной (после Мозамбика), вступившей в Содружество, не имея колониальных или конституционных связей с Великобританией. |
| Самоа                       | 28 августа 1970                               | Океания          | 185 000       | Получило независимость от Новой Зеландии 1 января 1962 года. Вступило в Содружество как Западное Самоа. 4 июля 1997 года сменило название на Самоа. |
| Сейшельские Острова         | 29 июня 1976                                  | Африка           | 84 000        | |
| Сент-Винсент и Гренадины[F] | 27 октября 1979                               | Северная Америка | [C]119,000    | Специальный член с 27 октября 1979 года по 1 июня 1985 года. |
| Сент-Китс и Невис[B][F]     | 19 сентября 1983                              | Северная Америка | 52 000        | |
| Сент-Люсия[F]               | 22 февраля 1979                               | Северная Америка | 171 000       | |
| Сингапур                    | 9 августа 1966 (effective from 9 August 1965) | Азия             | 4 986 000     | Получил независимость и присоединился к федерации Малайзия 16 сентября 1963 года. 9 августа 1965 года стал независимым государством. |
| Соломоновы Острова[F]       | 7 июля 1978                                   | Океания          | 913 000       | |
| Сьерра-Леоне                | 27 апреля 1961                                | Африка           | 5 695 000     | |
| Танзания                    | 26 апреля 1964                                | Африка           | 43 729 000    | Образовалась в результате объединения Танганьики и Занзибара. |
| Того                        | 25 июня 2022                                  | Африка           | 8 608 444     | Бывшая подмандатная территория Франции и Великобритании (позже подопечная территория ООН) с 1919 года. Был разделён на Британский Тоголенд (присоединён к Золотому Берегу в 1956 году и образовал Гану 6 марта 1957 года) и Французский Тоголенд (получил независимость от Франции 27 апреля 1960 года) |
| Тонга                       | 4 июня 1970                                   | Океания          | 102 000       | |
| Тринидад и Тобаго           | 31 августа 1962                               | Южная Америка    | 1 335 000     | |
| Тувалу[B][F]                | 1 октября 1978                                | Океания          | 12 000        | Специальный член с 1 октября 1978 года по 1 сентября 2000 года. |
| Уганда                      | 9 октября 1962                                | Африка           | 32 816 000    | |
| Фиджи[B]                    | 10 октября 1970                               | Океания          | [G]849,000    | Вышло из состава в 1987 году; заново вступило в 1997 году; приостановило участие 6 июня 2000 года; 20 декабря 2001 года вновь вступило в Содружество; в 2006 году в связи с государственным переворотом Фиджи вновь приостановило своё членство в Содружестве; причём 2 сентября 2009 года было полностью отстранено от Содружества за отказ сообщить дату выборов; 26 сентября 2014 года членство было восстановлено.                           |
| Шри-Ланка                   | 4 февраля 1948                                | Азия             | 20 743 000    | Вошла как Доминион Цейлон, в 1972 году изменила название. |
| Эсватини                    | 6 сентября 1968                               | Африка           | 1 182 000     | Вошло как Свазиленд, в 2018 поменяло название. |
| Южно-Африканская Республика | 11 декабря 1931                               | Африка           | 49 423 000    | Получила статус доминиона 31 мая 1910 года. Один из первых доминионов, утверждённых Вестминстерским статутом 1931 года. Покинула Содружество 31 мая 1961 года, а 1 июня 1994 года вновь вступила. |
| Ямайка[F]                   | 6 августа 1962                                | Северная Америка | 2 721 000     | |

↑ A. Если другого не указано, страна получила независимость в день присоединения к Содружеству наций.

↑ B. Не является членом Фонда Содружества.

↑ C. Данные о населении основаны на оценках 2004 года.

↑ D. Данные о населении основаны на оценках 2005 года.

↑ E. Хотя Пакистан празднует день независимости 14 августа, официально страна получила независимость в полночь 15 августа 1947 года. Однако датой присоединения к Содружеству наций является 15 августа 1947 года.

↑ F. Королевства Содружества считают короля Карла III своим монархом, в каждом из них он выступает как глава государства и носит соответствующий титул.

↑ G. Данные о населении основаны на оценках 2009 года.

## Бывшие члены
| Страна   | Дата вступления | Континент | Дата выхода    | Примечания |
| -------- | --------------- | --------- | -------------- | --- |
| Ирландия | 11 декабря 1931 | Европа    | 18 апреля 1949 | Один из первых доминионов, утверждённых Вестминстерским статутом 1931 года. В 1949 году Ирландия была провозглашена независимой республикой. Было объявлено о выходе республики из британского Содружества. |
| Зимбабве | 1 октября 1980  | Африка    | 7 декабря 2003 | Приостановила участие 19 марта 2002 года. Добровольно вышла из состава Содружества 7 декабря 2003 года. |

## Вошедшие в состав других стран
| Бывшая страна | Дата вступления | Континент        | Прекратила своё существование | Вступила как часть | Примечания |
| ------------- | --------------- | ---------------- | ----------------------------- | ------------------ | --- |
| Малайя        | 31 августа 1957 | Азия             | 31 июля 1963                  | Малайзия           | В 1948 году преобразована в Малайскую Федерацию. В 1963 году Малайская Федерация, Сингапур, Саравак и Северное Борнео объединились в государство Малайзия (Сингапур стал независимым государством 9 августа 1965 года).    |
| Ньюфаундленд  | 11 декабря 1931 | Северная Америка | 16 февраля 1934               | Канада             | Один из первых доминионов, утверждённых Вестминстерским статутом 1931 года. 16 февраля 1934 года Ньюфаундленд вернулся в статус колонии под управлением, назначенным Лондоном, а 31 марта 1949 года вошёл в состав Канады. |
| Танганьика    | 9 декабря 1961  | Африка           | 26 апреля 1964                | Танзания           | 26 апреля 1964 года две страны объединились, образовав Танзанию. |
| Занзибар      | 10 декабря 1963 | Африка           | 26 апреля 1964                | Танзания           | 26 апреля 1964 года две страны объединились, образовав Танзанию. |

## Возможные участники Содружества
| Страна      | Дата подачи заявки | Континент | Население  | Примечания |
| ----------- | ------------------ | --------- | ---------- | --- |
| Алжир       |                    | Африка    | 36 423 000 | Не имеет колониальных связей с Великобританией, однако британские войска наряду с американскими и войсками сражающейся Франции находились в стране во время мароккано-алжирской операции во Второй мировой войне.        |
| Мадагаскар  |                    | Африка    | 20 714 000 | Не имеет колониальных связей с Великобританией, но Мадагаскар был совместно оккупирован войсками Британии и свободной Франции во время Второй мировой войны.                                                             |
| Сомалиленд  | 2009               | Африка    | 3 500 000  | Непризнанное самопровозглашённое государство в северной части африканского полуострова Сомали на территории бывшей колонии Британское Сомали. Сомалиленд подал заявку на вступление в Содружество в статусе наблюдателя. |
| Южный Судан | 2011               | Африка    | 8 260 490  | Получил независимость от Великобритании как часть Судана в 1956 году. |
| Судан       |                    | Африка    | 30 894 000 | Получил независимость от Великобритании в 1956 году. |
| Йемен       |                    | Азия      | 22 230 531 | Южный Йемен и Аден были владениями Великобритании и получили независимость в 1967 году. |